# Cigaritis cilissa
Cigaritis cilissa är en fjärilsart som beskrevs av Lederer 1861. Cigaritis cilissa ingår i släktet Cigaritis och familjen juvelvingar. Inga underarter finns listade i Catalogue of Life.

## Bildgalleri

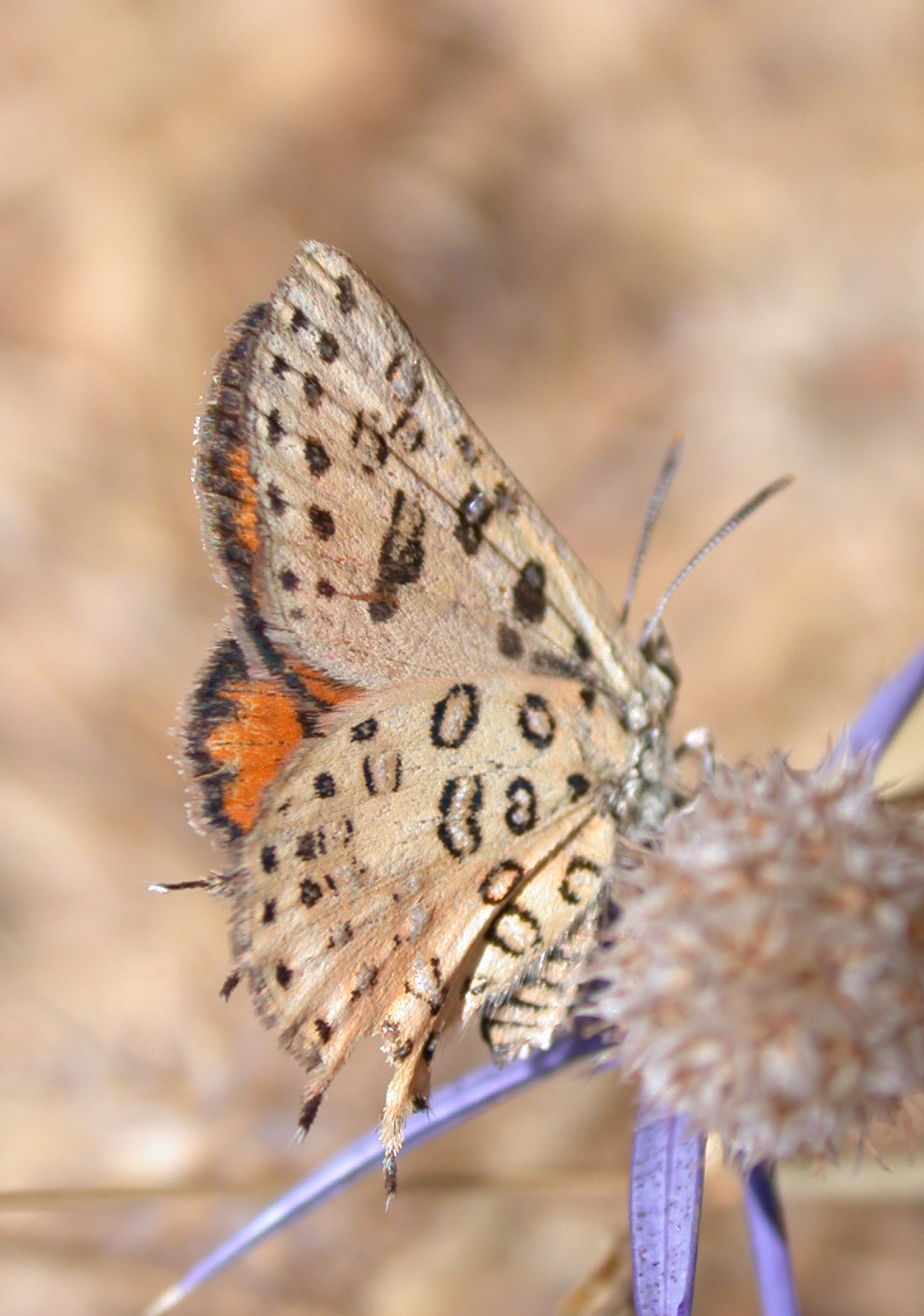
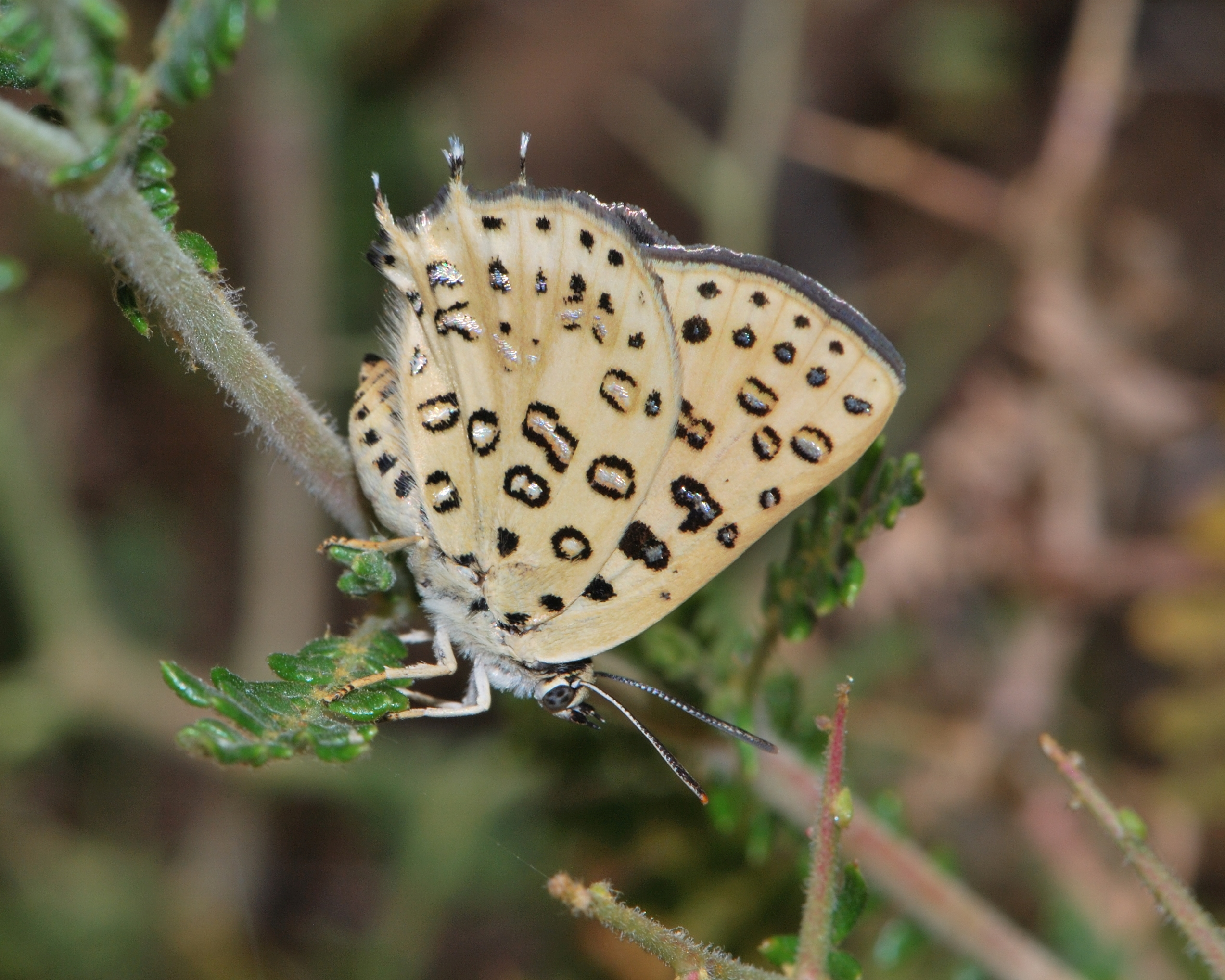
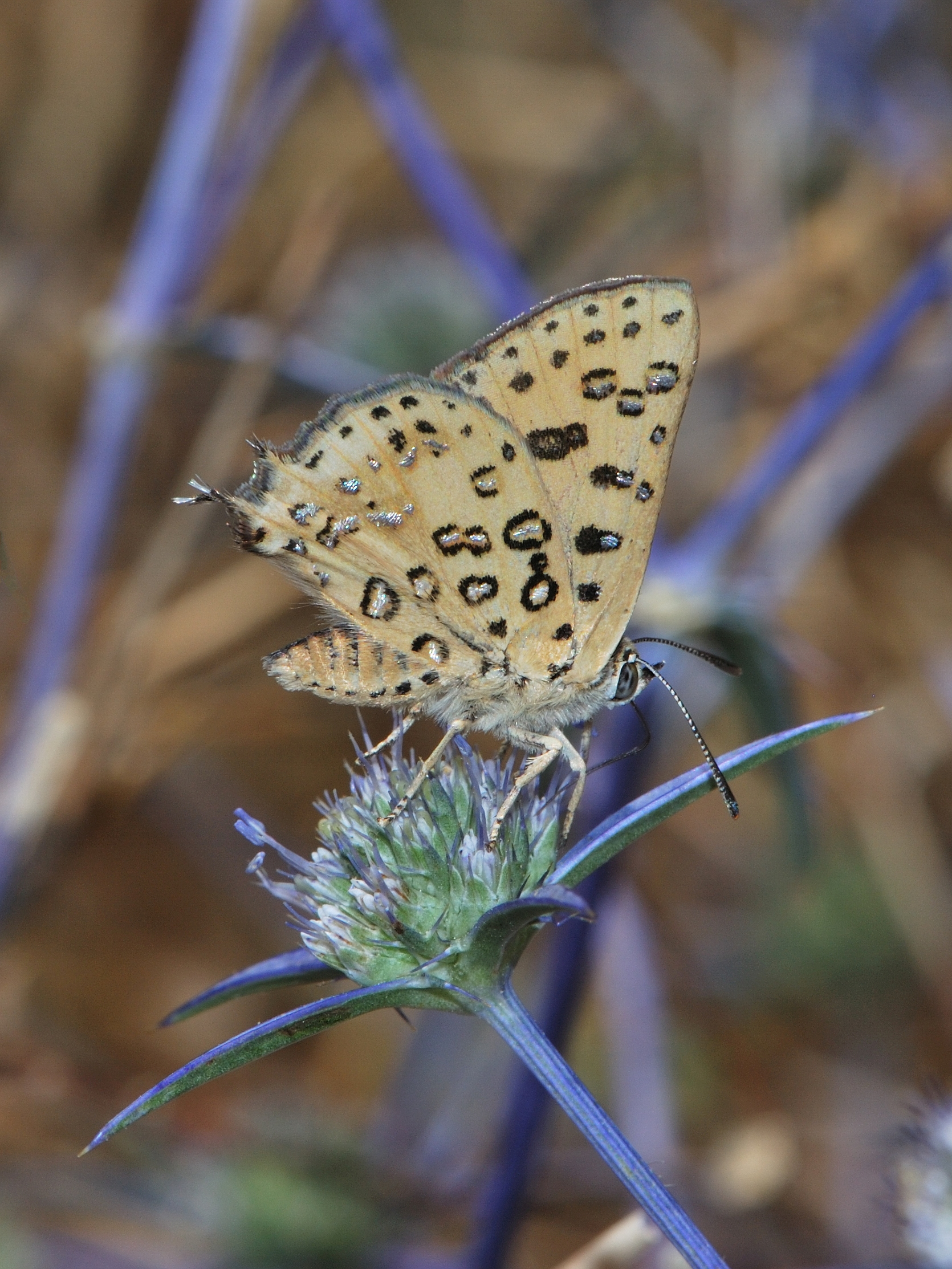